# FK Jevpatorija
Futbolnyj klub Jevpatorija (rusky Футбольный клуб «Евпатория») je ruský fotbalový klub sídlící ve městě Jevpatorija v Republice Krym. Od sezóny 2015/16 hraje v Premjer lige (krymská nejvyšší soutěž). Klub byl založen v roce 2015. Ve své premiérové sezóně se klub přihlásil do Krymského fotbalového svazu a stal se zakládajícím členem nové Krymské ligy.
Své domácí zápasy odehrává na stadionu Arena-Krym s kapacitou 2 000 diváků.

## Umístění v jednotlivých sezonách
Legenda: Z - zápasy, V - výhry, R - remízy, P - porážky, VG - vstřelené góly, OG - obdržené góly, +/- - rozdíl skóre, B - body, červené podbarvení - sestup, zelené podbarvení - postup, světle fialové podbarvení - přesun do jiné soutěže
| Krym (2015 – ) |                  |        |    |    |   |    |    |    |     |    |        |
| Sezóny         | Liga             | Úroveň | Z  | V  | R | P  | VG | OG | +/- | B  | Pozice |
| 2015/16        | Premjer liga KFS | 1      | 28 | 12 | 4 | 12 | 40 | 35 | +5  | 40 | 4.     |
| 2016/17        | Premjer liga KFS | 1      | 28 |    |   |    |    |    |     |    |        |